# Atlantic Crossing (album de Rod Stewart)
Pour les articles homonymes, voir Atlantic Crossing.
Albums de Rod Stewart
Smiler
(1974) A Night on the Town
(1976)
Atlantic Crossing est le sixième album de Rod Stewart, sorti en 1975.
C'est son premier album pour le label Warner Bros. Records. Il marque une rupture dans la carrière du chanteur, qui vient de s'installer aux États-Unis pour fuir la nouvelle loi fiscale du gouvernement travailliste d'Harold Wilson et va bientôt quitter les Faces. De fait, Atlantic Crossing n'est pas enregistré avec les musiciens qui accompagnaient Stewart depuis le début de sa carrière solo (notamment Ron Wood et Ian McLagan), mais avec divers musiciens de studio américains, dont The Memphis Horns et 3 membres sur 4 de Booker T. & the M.G.'s. Stewart s'installe alors à Los Angeles et fera même une demande pour obtenir la nationalité américaine.
L'album est produit par Tom Dowd qui avait produit pour Atlantic Records un grand nombre d'albums d'artistes qu'admirait Stewart. 
Dans sa version vinyle, Atlantic Crossing est divisé en une face « lente », composée de ballades, et une face « rapide », plus rock, apparemment sur une suggestion de sa petite copine de l'époque, l'actrice suédoise Britt Ekland. Les deux albums suivants de Stewart, A Night on the Town et Foot Loose & Fancy Free, suivent le même modèle.
Le single Sailing a été numéro 1 des ventes au Royaume-Uni en septembre 1975 puis numéro 3 l'année suivante, quand il a été utilisé comme générique pour la série télévisée Sailor (en) de la BBC. Un autre numéro 1 est extrait de l'album avec le 45 tours I Don't Want to Talk About It/The First Cut Is the Deepest.

## Liste des titres
| 1. | Three Time Loser               | Rod Stewart                 | 4:03 |
| 2. | Alright for an Hour            | Rod Stewart, Jesse Ed Davis | 4:17 |
| 3. | All in the Name of Rock & Roll | Rod Stewart                 | 5:02 |
| 4. | Drift Away                     | Mentor Williams             | 3:43 |
| 5. | Stone Cold Sober               | Rod Stewart, Steve Cropper  | 4:12 |

| 6.  | I Don't Want to Talk About It | Danny Whitten                                           | 4:47 |
| 7.  | It's Not the Spotlight        | Barry Goldberg, Gerry Goffin                            | 4:21 |
| 8.  | This Old Heart of Mine        | Lamont Dozier, Brian Holland, Eddie Holland, Sylvia Moy | 4:04 |
| 9.  | Still Love You                | Rod Stewart                                             | 5:08 |
| 10. | Sailing                       | Gavin Sutherland                                        | 4:37 |

## Musiciens
- Rod Stewart : chant
- Pete Carr : guitare
- Jesse Ed Davis : guitare
- Steve Cropper : guitare
- Fred Tackett : guitare
- Jimmy Johnson (en) : guitare
- Barry Beckett : claviers
- Albhy Galuten (en) : claviers
- Donald « Duck » Dunn : basse
- Lee Sklar : basse
- Bob Glaub : basse
- David Hood : basse
- David Lindley : mandoline, violon
- Al Jackson : batterie
- Roger Hawkins (en) : batterie
- Nigel Olsson : batterie
- Willie Correa : batterie
- The Memphis Horns : trompette, trombone, saxophone
- Cindy & Bob Singers, The Pets & The Clappers : chœurs